# علی عباسی (کارگردان)
علی عباسی (زادهٔ ۱۳۶۰) کارگردان و فیلمنامه‌نویس ایرانی-سوئدی است. وی در سال ۱۳۷۸ به دانشگاه صنعتی امیرکبیر رفت و در سال ۲۰۰۷ مدرک کارشناسی خود در رشتهٔ معماری را از فرهنگستان علوم پادشاهی سوئد گرفت. وی پس از تغییر رشته، به کارگردانی و فیلمسازی در آکادمی ملی فیلمسازی دانمارک مشغول به تحصیل شد و در سال ۲۰۱۱ با ساختن فیلم کوتاه ام مثل مارکوس (M for Markus) از این آکادمی فارغ‌التحصیل شد. علی عباسی اگرچه ساکن کپنهاگ است، ولی تابعیت ایرانی خود را نگه داشته‌ است.

## فیلم‌شناسی

### سینمایی
| سال  | عنوان                                 | کارگردان | نویسنده  | تدوینگر |
| ---- | ------------------------------------- | -------- | -------- | ------- |
| ۲۰۰۸ | افسر پس از انجام وظیفه در حال استراحت | آری      | آری      | آری     |
| ۲۰۱۰ | در تاریکی نور است                     | آری      | آری      | نه      |
| ۲۰۱۱ | میم مثل مارکوس                        | آری      | آری      | آری     |
| ۲۰۱۶ | شلی                                   | آری      | آری      | نه      |
| ۲۰۱۸ | مرز                                   | آری      | فیلم‌نامه | نه      |
| ۲۰۲۲ | عنکبوت مقدس                           | آری      | فیلم‌نامه | نه      |
| ۲۰۲۴ | کارآموز                               | آری      | آری      | نه      |

### تلویزیون
| سال  | عنوان                | قسمت                                                 | کارگردان | نویسنده | تدوین‌گر |
| ---- | -------------------- | ---------------------------------------------------- | -------- | ------- | ------- |
| ۲۰۲۳ | آخرین بازمانده از ما | قسمت‌های: «زمانی که محتاج باشیم» و «به دنبال روشنایی» | آری      | نه      | نه      |

## جوایز
فیلم مرز اثر شاخص این کارگردان، برندهٔ جایزهٔ بخش نوعی نگاه جشنواره فیلم کن ۲۰۱۸ شد. مرز از سوی سوئد برای حضور در بخش بهترین فیلم خارجی‌زبان جوایز اسکار نیز انتخاب شد. همچنین، فیلم مرز در جمع نامزد جوایز اسکار ۲۰۱۹ در بخش بهترین چهره‌پردازی نیز قرار گرفت اما موفق به کسب این جایزه نشد.
دانمارک فیلم عنکبوت مقدس را برای شرکت در رقابت‌های بهترین فیلم بین‌المللی اسکار انتخاب کرد. این فیلم برای معرفی به اسکار با دو فیلم دانمارکی دیگر همیشه و مانند بهشت برای نامزدی در اسکار رقابت می‌کرد.